# Meminisse Iuvat
Meminisse Iuvat – encyklika papieża Piusa XII o modlitwach w intencji prześladowanego Kościoła z 14 lipca 1958.
Według diagnozy papieża po II wojnie światowej nie nastąpił oczekiwany powszechny pokój i ład społeczny, ponieważ mogą go zapewnić tylko religia i wartości chrześcijańskie, dzięki którym ludzie żyją w miłości wzajemnej, sprawiedliwości i posłuszeństwie wobec prawa. Encyklika upatruje zagrożeń na dwóch polach:
- w świecie zachodnim, gdzie odnotowuje się upadek wartości chrześcijańskich, wynikający z wpływów relatywizmu moralnego, laicyzmu i kultury konsumpcyjnej (hedonizmu), szerzących się  zwłaszcza wśród młodzieży poprzez publikacje, film i telewizję,
- w krajach komunistycznych, gdzie sytuacja jest tragiczna, bowiem Kościół poddany jest krwawym prześladowaniom i nie może pełnić swej misji: duchowni są więzieni lub wyganiani, zlikwidowano prasę katolicką, zamknięto katolickie szkoły, uniemożliwiono pracę misjonarzy, propaguje się ateizm, samowolnie konsekruje się biskupów bez zgody Stolicy Apostolskiej i uzależnia Kościół od władzy państwowej, co oznacza zerwanie łączności z Rzymem i rozerwanie jedności Kościoła (te ostatnie problemy odnosiły się do Chin, papież podejmował je w encyklikach Ad Sinarum gentes i Ad Apostolorum Principis). Takie rozłożenie akcentów każe uznać, że ostrze krytyki papieskiej kierowało się bezwzględnie przeciw komunizmowi.

W sytuacji nowych zagrożeń dla chrześcijaństwa i Kościoła papież odwołał się do modlitwy jako nadprzyrodzonej siły, umożliwiającej duchowieństwu i wiernym wytrwanie i działanie. Szczególną ufność zalecił w macierzyńską opiekę Maryi, wspominając ogłoszony przez siebie w 1950 r. dogmat o jej wniebowzięciu (konstytucja apostolska „Munificentissimus Deus” z 1 listopada 1950). Przypomniał też jako wzór przykłady wytrwałości pierwszych chrześcijan w czasach prześladowań. Zalecił publiczne modlitwy, akty pokuty i starania o utrzymanie i rozwój życia chrześcijańskiego, zapewniając o pamięci i wsparciu ze strony Biskupa Rzymu.